# فرانسيس ماديسون

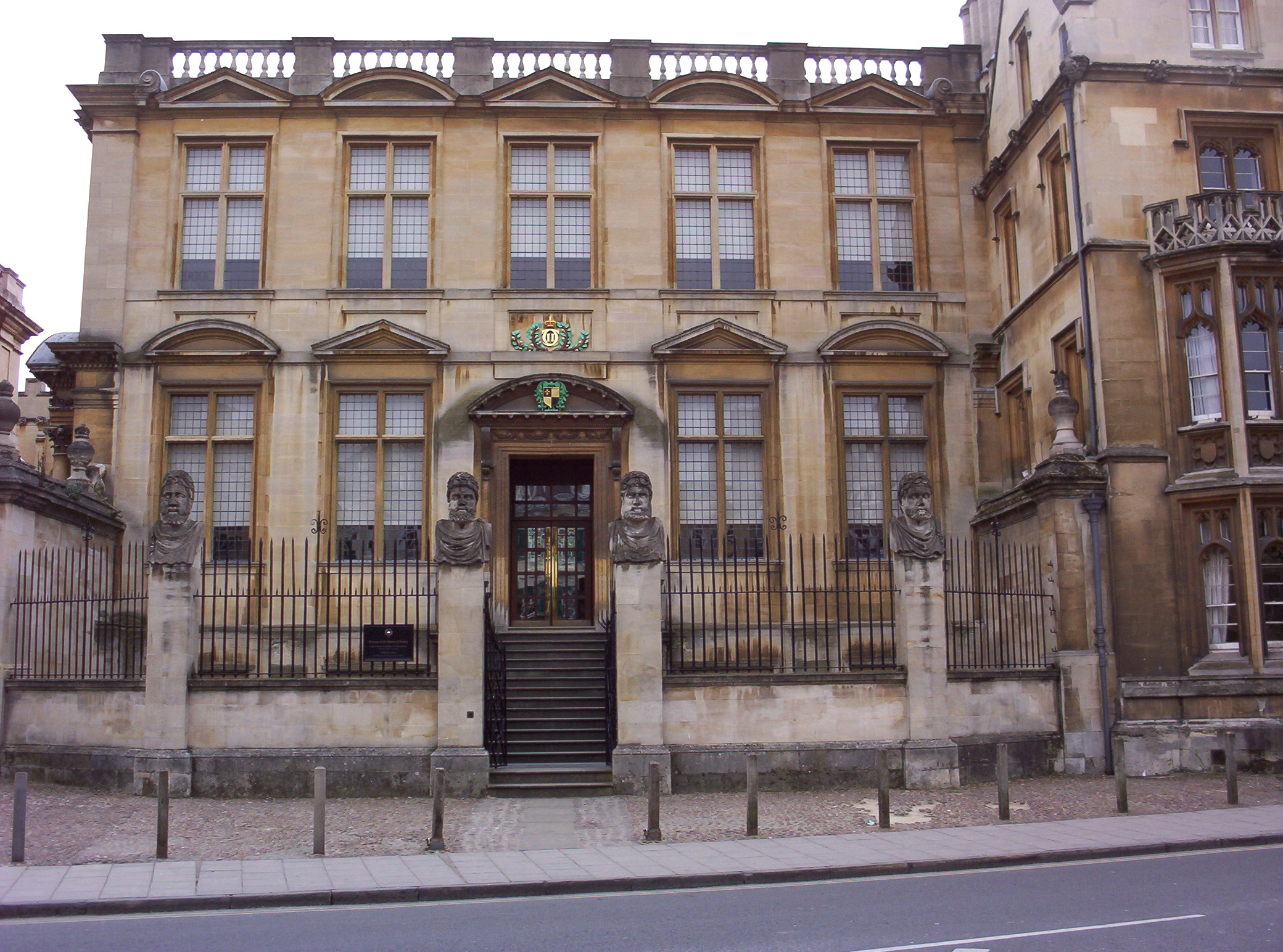
كان فرانسيس ماديسون أمينًا لمتحف تاريخ العلوم في أكسفورد (أعلاه).

فرانسيس رومريل ماديسون (27 تموز 1927 - 12 تموز 2006) كان مؤرخًا إنجليزيًا ومستعربًا. كان أمينًا لمتحف تاريخ العلوم [الإنجليزية] في أكسفورد بإنجلترا.
وُلِد فرانسيس ماديسون في هَونسلو [الإنجليزية]، في لندن ، في إنجلترا. تلقى تعليمه في كلية هونسلو وكلية إكستر في أكسفورد، حيث درس في البداية اللغات الحديثة ثم انتقل إلى التاريخ الحديث.
كان ماديسون رئيسًا لجمعية الآثار بجامعة أكسفورد. تعاون مع رتشرد أتكنسون [الإنجليزية]، الذي أشرف عليه عندما أشرف على الحفريات الأثرية في كريكليد [الإنجليزية] ودورشيستر [الإنجليزية] في أوكسفوردشاير. في عام 1949، كان ماديسون عضوًا في بعثة المدرسة البريطانية في روما [الإنجليزية] إلى لبدة الكبرى، طرابلس (ليبيا حاليًا، شمال أفريقيا). ثم أصبح مساعدًا لأمناء الأرشيف، أولاً في مكتب سجلات مقاطعة غلامورجان [الإنجليزية]، ثم في وارويكشاير.
أصبح أمينًا مساعدًا في متحف تاريخ العلوم بتشجيع من أمين المتحف الرئيس سي إتش جوستن [الإنجليزية]. تعززت خبرة ماديسون في اللغة العربية، والتي تعلمها في البداية تحت وصاية والده، من خلال المجموعة الواسعة التي يضمها المتحف من الإسطرلابات العربية الإسلامية. كما أن لديه اهتمامات بحثية في تاريخ صناعة الساعات [الإنجليزية] ، وقياس الوقت ، والملاحة البحرية المبكرة. تمت ترقيته إلى منصب أمين المتحف في عام 1964 عند تقاعد سي إتش جوستن [الإنجليزية] وشغل المنصب لمدة ثلاثين عامًا حتى تقاعده في عام 1994.
في عام 1965، حصل على الزمالة في كلية ليناكر في أكسفورد [الإنجليزية]، ثم أصبح زميلًا فخريًّا في عام 1994.
كان الرئيس الثاني لجمعية تاريخ التقنية والعلوم في العصور الوسطى، التي أسسها جان جيمبل [الإنجليزية] في عام 1987.
في عام 1978، تم انتخاب ماديسون كزميل في جمعية الآثار في لندن [الإنجليزية]. وفي عام 1983، انتُخب عضوًا في الأكاديمية الدولية لتاريخ العلوم .
عند تقاعده في عام 1994، حصل على كتاب تذكاري يحتوي على مقالات كتبها عشرين أكاديميًّا بارزًا من تخصصات اللغويات وتاريخ العلوم. ومن بين المساهمين: جيه دبليو ألان (أكسفورد)، وجايلز باربر (أكسفورد)، وسيلفيو بيديني (واشنطن)، وجون بيرجساجيل (كوبنهاجن)، وجون نورث (خرونينجن)، وبريان سكوت (بلفاست)، وتشارلز داوسيت (أكسفورد). 
كانت زوجة ماديسون الأولى هي أودري كينت (توفيت عام 2004)، وأنجب منها ابنة وابنًا. وكان لديه ابن آخر من زوجته الثانية، باتريشيا براون.

## الأعمال
- ف.ر. ماديسون، ملحق إلى كتالوج الأدوات العلمية في مجموعة (JA Billmeir Esq CBE) التي يعرضها متحف تاريخ العلوم، أكسفورد . فرانك بارتريدج وأبناؤه، 1957.
- ف.ر. ماديسون، مارغريت بلينع، شارلز وبستر (محرر)، مقالات عن حياة وعمل توماس ليناكر حوالي 1460-1524 . مطبعة جامعة أكسفورد ، 1977.
- إي. سافاج سميث، إف آر ماديسون، وآخرون، العلوم والأدوات والسحر . مطبعة جامعة أكسفورد، 1997. مجلدين.